# Matt Helders
Matthew Helders, né le 7 mai 1986 à Sheffield, est le batteur du groupe de rock britannique Arctic Monkeys.

## Les Arctic Monkeys
Matt Helders explique comment il est devenu batteur des Arctic Monkeys  : « C'était la seule chose qui restait. Quand on a commencé le groupe, aucun d'entre nous ne jouait quoi que ce soit. On s'est juste mis ensemble. Ils avaient tous des guitares, et j'ai acheté une batterie après un moment ». Parmi ses influences, Helders cite le rap et le groupe californien Queens of the Stone Age, disant que « la chose qui m'a changé le plus était de voir Queens of the stone age en concert». Helders évoque également pourquoi le groupe revendique tant leur accent, expliquant "quand vous passez votre temps ensemble à parler avec cet accent, vous ne pouvez pas jouer la comédie sur scène en Californie... Ce serait une trahison." 
D'une manière similaire à d'autres membres de la bande, Helders est resté fidèle à sa ville natale, qui fournit la base des textes du groupe. «Tout autour de la ville, il reste encore beaucoup de choses à écrire. Une tournée vous permet de voir beaucoup d'endroits. Et lorsque vous rentrez à la maison, il est toujours agréable de retrouver ses aises à tous les endroits que vous avez toujours fréquenté. " Helders souligne également que, malgré la renommée du groupe, il peut encore éviter d'être harcelé dans la rue -" Si nous sortons tous ensemble la nuit, il est difficile de passer inaperçu, mais seul, vous n'avez pas à vous inquiéter. "  Bien qu'il ait continué à vivre chez ses parents au début de sa carrière, Helders s'est finalement installé dans la région de Sheffield, en disant «nous vivons encore  là où nous avons grandi et nous n'irons jamais à Londres ».

## Autres projets

### Musique en dehors de Arctic Monkeys
En 2008, Matt Helders participe à Mongrel, groupe formé par l'ancien bassiste des Arctic Monkeys, 
Andy Nicholson.
Il a mixé un album pour la série de compilations de DJ Late Night Tales. Il inclut un single de Matt Helders lui-même, intitulé Dreamer. La dernière piste du CD est un texte parlé qui a été  écrit et récité par Alex Turner, le leader des Arctic Monkeys.  
En 2016 il collabore avec Iggy Pop sur l’album Post Pop Depression en compagnie de Josh Homme et Dean Fertita des Queens of the Stone Age.  
Il a également réalisé plusieurs remix :
- We Rule the World, remix de T.H.E.H.I.V.E.S. est présent sur le single correspondant extrait de The Black and White Album de The Hives.
- Skin Divers, single extrait de l'album Red Carpet Massacre de Duran Duran.
- Chick Lit, pour la face B de l'édition vinyle du single extrait de l'album Brain Thrust Mastery de We Are Scientists.
- Again & Again de Roots Manuva, qui fut diffusée par Zane Lowe lors de son émission sur BBC Radio 1.
- Club Action de Yo Majesty.

### Ligne de vêtements
Helders a également sorti sa propre ligne de vêtements, dont la mise en vente a commencé en mai 2007. Les ventes sont accompagnées d'un CD incluant un remix des Arctic Monkeys par Helders lui-même. Le Arthur Rank Hospice bénéficie d'une livre sur chaque vente.